# جرومو نوانو
جرومو نوانو (به ایتالیایی: Grumo Nevano) یک کومونه در ایتالیا است که در Metropolitan City of Naples واقع شده‌است.

## خصوصیات
جرومو نوانو ۲٫۹ کیلومترمربع مساحت و ۱۸٬۰۵۸ نفر جمعیت دارد و ۵۳ متر بالاتر از سطح دریا واقع شده‌است.